# Seznam ostrovů Jemenu
Seznam ostrovů Jemenu zahrnuje souostroví Sokotra v severním Indickém oceánu, které je součástí Afriky a také ostrovy v Adenském zálivu a v Rudém moři u pobřeží Arabského poloostrova, které jsou součástí Asie.

## Podle velikosti
|    | ostrov         | anglicky             | arabsky         | rozloha  | pobřeží | max.nadm. výška (m) | nejvyšší vrchol | počet obyvatel | hustota zalidnění | největší sídlo | okres (y)                     | guvernorát | souostroví        | moře / záliv / průliv   |
| -- | -------------- | -------------------- | --------------- | -------- | ------- | ------------------- | --------------- | -------------- | ----------------- | -------------- | ----------------------------- | ---------- | ----------------- | ----------------------- |
| 1  | Sokotra        | Socotra              | سقطرى‎           | 3 625,00 | —       | 1 519               | Džabal Haggier  | 42 442         | 11,71             | Hadibu         | Hadibu, Qulensa a Abd al-Kúrí | Sokotra    | Sokotra           | Arabské moře, Guardafui |
| 2  | Abd al-Kúrí    | Abd al Kuri          | عبد الكوري‎      | 133,00   | —       | 700                 | Džabal Kilmia   | 450            | 3,38              | Kilmia         | Qulensa a Abd al-Kúrí         | Sokotra    | Sokotra           | Guardafui               |
| 3  | Zuqár          | Zuqar                | جزيرة زقر‎       | 120,00   | —       | 571                 | Džabal Zuqár    | 0              | 0,00              | —              | —                             | Hudajda    | Hanišské ostrovy  | Rudé moře               |
| 4  | Kamarán        | Kamaran              | كمران‎‎           | 108,00   | —       | 24                  | Džabal Jaman    | 2 200          | 20,37             | Kamarán        | Kamarán                       | Hudajda    | Kamarán           | Rudé moře               |
| 5  | Velký Haniš    | Great Anish          | —               | 66,63    | —       | 390                 | —               | 0              | 0,00              | —              | —                             | Hudajda    | Hanišské ostrovy  | Rudé moře               |
| 6  | Samha          | Samhah               | سمحة‎‎            | 39,60    | —       | 780                 | —               | 100            | 2,53              | Samha          | Qulensa a Abd al-Kúrí         | Sokotra    | Sokotra           | Guardafui               |
| 7  | Tiqfaš         | —                    | —               | 29,46    | —       | 5                   | —               | 0              | 0,00              | —              | —                             | Hudajda    | Kamarán           | Rudé moře               |
| 8  | Zamhar         | —                    | —               | 15,99    | —       | 5                   | —               | 0              | 0,00              | —              | —                             | Hajja      | Zamharské ostrovy | Rudé moře               |
| 9  | Zubajr         | Zubair               | —               | 14,22    | —       | 91                  | —               | 0              | 0,00              | —              | —                             | Hudajda    | Zubajrské ostrovy | Rudé moře               |
| 10 | Perim          | Perim                | بريم‎‎            | 13,00    | —       | 65                  | —               | 0              | 0,00              | Mayyun         | Dhubab                        | Taízz      | —                 | Mandeb                  |
| 11 | Džabal at-Tajr | Jabal al-Tair Island | جزيرة جبل الطير‎ | 11,48    | —       | 244                 | Džabal Duchan   | 0              | 0,00              | —              | —                             | Hudajda    | —                 | Rudé moře               |
| 12 | Al Murk        | —                    | —               | 9,82     | —       | 3                   | —               | 0              | 0,00              | —              | —                             | Hudajda    | Kamarán           | Rudé moře               |
| 13 | Malý Haniš     | Little Anish         | —               | 8,85     | —       | 160                 | —               | 0              | 0,00              | —              | —                             | Hudajda    | Hanišské ostrovy  | Rudé moře               |
| 14 | Fawšt          | —                    | —               | 8,51     | —       | 10                  | —               | 0              | 0,00              | Village        | —                             | Hajja      | Zamharské ostrovy | Rudé moře               |
| 15 | Kutamah        | —                    | —               | 8,09     | —       | 11                  | —               | 0              | 0,00              | —              | —                             | Hudajda    | Kamarán           | Rudé moře               |
| 16 | Al Badi        | —                    | —               | 7,77     | —       | 12                  | —               | 0              | 0,00              | —              | —                             | Hudajda    | Kamarán           | Rudé moře               |
| 17 | Darsa          | Darsah               | درسة‎‎            | 7,50     | —       | 392                 | —               | 0              | 0,00              | —              | Qulensa a Abd al-Kúrí         | Sokotra    | Sokotra           | Guardafui               |
| 18 | Uqban          | —                    | —               | 7,25     | —       | 4                   | —               | 0              | 0,00              | —              | —                             | Hudajda    | Kamarán           | Rudé moře               |
| 19 | Rafi           | —                    | —               | 6,48     | —       | 7                   | —               | 0              | 0,00              | —              | —                             | Hajja      | Zamharské ostrovy | Rudé moře               |
| 20 | Humar          | —                    | —               | 6,10     | —       | 5                   | —               | 0              | 0,00              | —              | —                             | Hudajda    | Kamarán           | Rudé moře               |